# Anthony Jenkinson

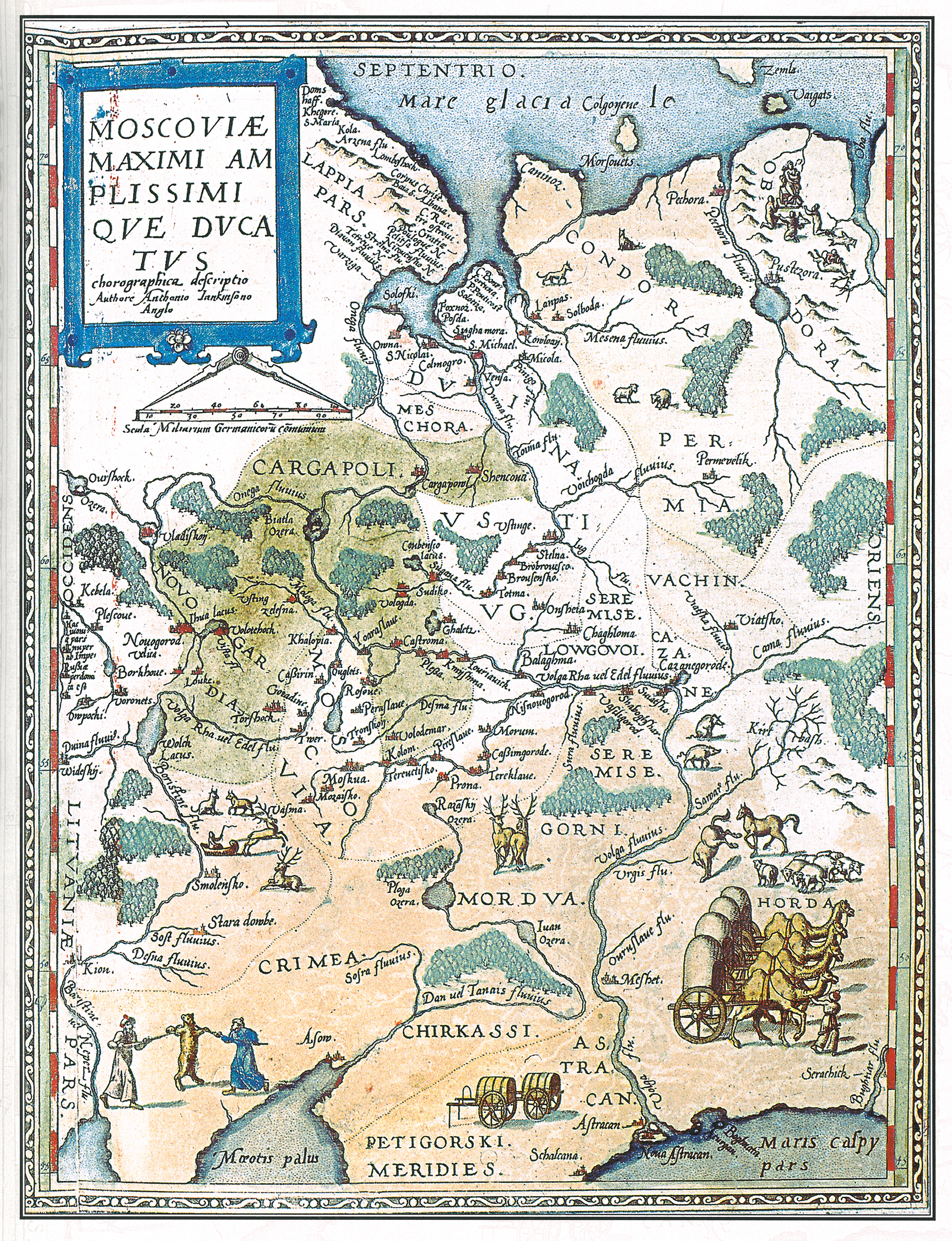
Mapa del Gran Ducat de Moscou fet per Anthony Jenkinson i Gerard de Jode (1593).

Anthony Jenkinson (Market Harborough, Leicestershire, setembre de 1529 - febrer de 1611) va ser un viatger, comerciant en nom de la Companyia de Moscòvia, diplomàtic i ambaixador plenipotenciari de la Corona britànica davant el tsar Ivan el Terrible. Fou un dels primers britànics que viatjà a Moscòvia i l'actual Rússia, on aconseguí diversos acords comercials amb el tsar Ivan el Terrible. Detallà els fets ocorreguts en els seus viatges en diverses obres escrites sobre la seva vida i va ser el primer viatger occidental que va descriure la mar Càspia i l'Àsia central.

## Biografia
El pare d'Anthony Jenkinson, William Jenkinson, era un home amb una gran riquesa i moltes propietats, que educà al seu fill per a una carrera mercantil. El 1568 Jenkinson era ja el principal agent comercial de la Companyia de Moscòvia. El 26 de gener d'aquell mateix any es casà amb Judith Marshe, filla de John Marshe i la seva muller, Alice. Marshe tenia molts vincles comercials, a més de ser un dels membres fundadors de la Companyia de Moscòvia i Jenkinson es beneficià d'aquests vincles financers. El matrimoni va tenir sis filles i cinc fills, dels que sols quatre filles i un fill van sobreviure. S'ha especulat amb la possibilitat que Jenkinson hagués tingut una filla il·legítima, Anne Beck o Whateley, que en un algun moment s'hauria compromès a casar-se amb William Shakespeare. Amb tot, aquestes afirmacions aviat foren oblidades com una mera especulació per part del seu creador, William Ross. El 1606 Jenkinson vivia en una casa de camp a Ashton. La seva dona va morir abans que ells per culpa d'una greu paràlisis. Jenkinson fou enterrat el 16 de febrer de 1611 a l'església Holy Trinity de Teigh.
Un fill d'Anthony, Sir Robert fou el creador del primer baronet de Jenkinson de Hawkesbury.

## Viatges a Moscòvia
Jenkinson viatjà a Moscòvia en diverses ocasions durant la seva vida en nom de la Companyia de Moscòvia.

### Primer viatge (1558)
Després de la mort, el 1556 del primer enviat de la Corona britànica a Moscòvia, el capità Richard Chancellor, la reina Maria I d'Anglaterra envià a Jenkinson com a ambaixador oficial a Moscou amb l'objectiu d'obtenir credencials de seguretat i del dret de via sense obstacles per a navegar pel Volga fins a la mar Càspia. Va salpar l'any següent, 1557, a bord del vaixell Primrose i es dirigí a Rússia acompanyat per Osip Nepeya, el primer ambaixador enviat per Moscou a les Illes Britàniques i que tornava al seu país. Vorejant per mar la península Escandinava es dirigiren fins al mar Blanc i el port d'Arkhànguelsk.
Jenkinson era a Moscou el 1558. El 23 d'abril abandonà la ciutat en un intent d'arribar per terra fins a Catai. Començà el seu viatge tot descendint per l'Okà i el Volga cap al sud, a través del recent conquerit Kanat de Kazan (1552), fins a arribar a la ciutat d'Astrakhan, conquerida el 1556, a la riba del Caspi. Allà, un cop creuat el mar, l'expedició continuà cap al sud-est durant diversos mesos a través de terres dels tàtars i l'horda de Nogai. Després de nombrosos perills, el 21 de desembre arribà a Bukharà, on foren protegits pel seu sultà. Bukharà era un enclavament comercial visitat per comerciants de l'Índia, Pèrsia, Afganistan, entre d'altres països. Sabé que en el passat comerciaven amb Catai, però les guerres i els lladres feien la ruta totalment intransitable en aquells moments. Això va fer que l'expedició es veiés obligada a fer mitja volta i donar per finalitzat el viatge. Arribaren a Moscou el 1559 i fins a la primavera de 1560 no pogueren reprendre el viatge de tornada fins a Anglaterra, quan les rutes marítimes tornaren a obrir-se després del llarg hivern.
Jenkinson va ser el primer europeu occidental que va descriure la mar Càspia i l'Àsia central. El resultat de les seves observacions no foren sols els informes oficials, sinó també mapes detallats de Rússia, la mar Càspia i l'Àsia central, publicats a Londres el 1562. El seu mapa fou incorporat a l'atles d'Abraham Ortelius, Theatrum Orbis Terrarum.

## Escrits
Els mapes de Rússia que va fer Jenkinson foren incorporats al famós Atlas d'Abraham Ortelius Theatrum orbis terrarum. A més, els historiadors han recuperat moltes de les cartes personals de Jenkinson, en les quals descriu Rússia. Destaquen els comentaris sobre la terrible forma de governar que tenia Ivan el Terrible. A més, els relats dels viatges de Jenkinson foren emprats en el llibre de viatges de l'historiador i escriptor contemporani seu, Richard Hakluyt, The Principal Navigations, Voyages, Traffiques and Discoveries of the English Nation.